# Виттхёфт, Иоахим
Иоахим Виттхёфт (нем. Joachim Witthöft; 23 сентября 1887 — 7 июля 1966) — германский военачальник, генерал пехоты (1942), участник Первой и Второй мировых войн. Кавалер Рыцарского креста Железного креста (1941).

## Биография
Поступил на службу в прусскую армию общегерманских войск в 1906 году кадетом. С 1907 года — лейтенант. 
К началу Первой мировой войны был обер-лейтенантом в школе унтер-офицеров в Вецларе. 18 октября 1915 года получил звание капитана. Награждён Железным крестом обоих классов. 
После поражения 17 января 1920 года уволен из армии, служил в полиции, получил звание майора полиции. В конце 1928 года был руководителем полицейской академии в Зондерсхаузене. 1 июля 1932 года получил звание подполковника полиции, 1 ноября 1933 года — полковника полиции. 
1 апреля 1936 года принят в ряды вермахта в звании полковника, 6 октября 1936 года назначен командиром 6-го пехотного полка в Любеке. 1 октября 1938 года получил звание генерал-майора. 24 ноября 1938 года назначен командиром 26-й пехотной дивизии в Дюссельдорфе. 
Во время мобилизации перед началом Второй мировой войны 26 августа 1939 года назначен командиром новой 86-й пехотной дивизии, в 1939 году находился на Западном фронте, в 1940 году участвовал во Французской кампании. 1 октября 1940 года получил звание генерал-лейтенанта. 
С июля 1941 года командовал 86-й пехотной дивизией в войне против СССР в составе XXIII армейского корпуса, действовал в районе Полоцка, затем наступал на Невель. Позже сражался в районе Великих Лук и участвовал в битве за Москву, 14 декабря 1941 года награжден Рыцарским крестом Железного креста. 3 января 1942 года назначен командиром XXVII армейского корпуса, 1 марта 1942 года получил звание генерала пехоты. 
30 июня 1942 года оставил командование и переведен в резерв фюрера, 21 июля 1942 года назначен командующим войсками тыла группы армий «Б». 
С 26 августа 1943 года участвовал в операции «Ось» по нейтрализации итальянской армии (после её отпадения от союзной Германии), 20 сентября 1943 года назначен командующим вермахтом в Северной Италии, 27 октября 1943 года — командующим районом охраны предгорий Альп (Sicherungsgebiet Alpenvorland), 10 января 1944 года — командующим операционной зоной предгорий Альп (Operationszone Alpenvorland, или группа Виттхёфта), 1 мая 1944 года — командующим генеральным командованием «Виттхёфт» (Generalkommando Witthöft), 15 мая 1944 года — командующим войсками Венецианского побережья. 1 сентября 1944 года освобожден от командования и переведен в резерв фюрера. 
16 марта 1945 года назначен специальным представителем при Главном командовании «Запад», в апреле 1945 года назначен командующим Генеральным командованием Виттхёфт (известно как Kampfgruppe Witthöft), подчинялся главнокомандующему на Северо-Западе генерал-фельдмаршалу Эрнсту Бушу. Капитулировал 8 мая 1945 года. 
После капитуляции 11 мая 1945 года британская администрация возложила на него ответственность за безопасность и порядок во вверенной ему зоне. Эту должность он сохранял в течение нескольких месяцев.